# Síndrome de cauda equina

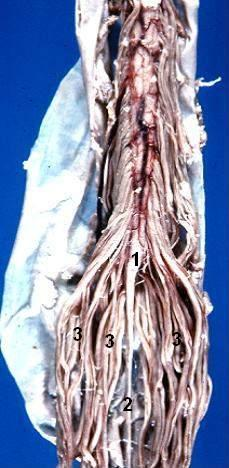
Cauda

El síndrome de cauda equina (CES en inglés) es un desorden neurológico poco frecuente caracterizado por la compresión de las raíces distales de los nervios sacros, lumbares y coccígeos, secundario a la lesión o compresión de los nervios de la cola de caballo, del latín "cauda equina", es la región que comprende el segmento distal de la columna vertebral donde se agrupan los nervios espinales.

## Epidemiología
Es poco común, y su incidencia es similar entre ambos sexos.  
Afecta principalmente a los adultos, aunque puede presentarse a cualquier edad. 
La herniación de los discos intervertebrales es la causa más común.

## Causas
Entre numerosas causas de síndrome de cauda equina se encuentra la herniación de los discos intervertebrales L4/L5 o L5/S1 que representa la mayoría de los casos.
Otras causas menos comunes son:
- Hematoma epidural
- Infecciones
- Neoplasias
- Trauma
- Anestesia espinal

Y se han encontrado casos resultado de la espondilitis anquilosante.
Algunas de las causas se pueden explicar debido a que algunas porciones de las raíces de la cauda equina son vulnerables a la tensión y el estrés; esto se debe a que carecen de mielina.

## Presentación clínica
Se identifican 3 grupos de CES de acuerdo a sus manifestaciones clínicas y su tiempo de evolución:
- Grupo I: Los síntomas ocurren de repente, sin historia de dolor de espalda previo.
- Grupo II: Ataque agudo de disfunción en la vejiga seguido de una larga historia de dolor de espalda.
- Grupo III: Surge de un dolor de espalda de tipo crónico[1]

Los síntomas más frecuentes son:
- Dolor severo en espalda baja
- Incontinencia urinaria
- Incontinencia fecal
- Anestesia perianal
- Disfunción eréctil
- Debilidad motora (parálisis flácida)
- Discapacidad refleja de los tendones aquíleos

Los síntomas pueden variar de intensidad y se pueden presentar repentinamente o de manera gradual, cuando se presente alguna de las anteriores manifestaciones clínicas se deberá recibir atención médica de inmediato.

## Diagnóstico
- El diagnóstico inicial se basa en los hallazgos de la historia clínica y el examen físico, en este se debe evaluar la fuerza muscular y reflejos de los miembros inferiores, también se debe evaluar la sensación de tacto y dolor especialmente en la zona alrededor de la ingle.

- Radiografía simple de la parte inferior de la espalda, para evaluar traumatismos graves a este nivel o cambios degenerativos.
- Resonancia magnética, permite una visión detallada de los discos intervertebrales y raíces nerviosas y ayuda a determinar si los nervios están siendo comprimidos, en que grado y por cuales estructuras.[5]

## Tratamiento
Las opciones de tratamiento son de utilidad distinta dependiendo de la causa.
- Los antiinflamatorios son útiles para reducir la inflamación, si está presente, así como los antibióticos si la causa es infecciosa.
- Si hay debilidad de las piernas, incontinencia fecal o urinaria puede ser necesaria una intervención quirúrgica de urgencia para minimizar las posibilidades de una lesión permanente.[5]